# Capodacqua (Arquata del Tronto)
Capodacqua is een plaats (frazione) in de Italiaanse gemeente Arquata del Tronto.